# Władza (singel)
Władza – utwór polskiego zespołu Closterkeller z jego piątego studyjnego albumu, Cyan. Został wydany jako pierwszy singel promujący album w marcu 1996 roku.

## Lista utworów
Opracowano na podstawie materiału źródłowego.
1. „Władza (symphonic mix)” (muz. Paweł Pieczyński, sł. Anja Orthodox) – 4:24
2. „Władza (analog mix)” (muz. Paweł Pieczyński, sł. Anja Orthodox) – 4:14

## Twórcy
- Anja Orthodox – śpiew
- Paweł Pieczyński – gitara
- Krzysztof Najman – gitara basowa
- Piotr Pawłoś Posejdon Pawłowski – perkusja
- Tomasz „Mech” Wojciechowski – instrumenty klawiszowe w utworze 1
- Dariusz Boral – instrumenty klawiszowe w utworze 2

## Notowania
Opracowano na podstawie materiału źródłowego.
| Notowanie                          | Pozycja |
| ---------------------------------- | ------- |
| Szczecińska Lista Przebojów        | 1       |
| Lista przebojów Programu Trzeciego | 5       |
| 30 ton – lista, lista przebojów    | 8       |

## Teledysk
Utwór „Władza” został zilustrowany teledyskiem, który swą premierę telewizyjną miał w marcu 1996. W plebiscycie „Brum Top” czytelników pisma Brum, w kategorii „Najlepszy teledysk” uplasował się na 4. miejscu.
Teledysk był emitowany w telewizji, oprócz tego znalazł się na DVD Act III, wydanym w 2003 roku.
Klip w sposób metaforyczny przedstawia ogólną wymowę tekstu utworu, zawiera m.in. niezwykle sugestywną scenę walki pomiędzy boa dusicielem a szczurem.